# Мол (Воєводина)
Мол (серб. Мол, угор. Mohol) — місто в Сербії, в общині Ада Північно-Банатського округу. Знаходиться в історико-географічній області Банат.
| Сербія | Це незавершена стаття з географії Сербії. Ви можете допомогти проєкту, виправивши або дописавши її. |